# Linia kolejowa Santiago – Valparaíso
Linia kolejowa Santiago – Valparaíso – linia kolejowa łącząca główne miasta dwóch największych aglomeracji Chile: Santiago i Valparaíso. Budowa linii rozpoczęła się w 1852 roku. Mimo że odległość pomiędzy miastami wynosi niecałe 100 km, długość linii wynosi 187 km, ponieważ została ona poprowadzona w sposób unikający stromych wzniesień i zjazdów. Oficjalne otwarcie nastąpiło w 1863 roku. W połowie XX wieku ruch towarowy pomiędzy miastami spadł praktycznie do zera. W 1987 roku zamknięto linię dla ruchu pasażerskiego.
W latach 1999–2005 na bazie linii Santiago – Valparaíso powstała szybka kolej miejska Limache – Puerto (wcześniej nazywana Metro Valparaíso).